# Unión Magdalena Femenino
El Unión Magdalena Femenino es un club de fútbol femenino vinculado al Unión Magdalena, cuyo primer equipo militará en la primera edición de la Liga Profesional Femenina de fútbol de Colombia en 2017, la máxima competición de fútbol femenino en Colombia.

## Historia
El equipo fue presentado oficialmente el 20 de octubre de 2016 en la ciudad de Cartagena de Indias en medio de la ceremonia de lanzamiento de la Liga Profesional Femenina de fútbol de Colombia. El club accedió a la disputa del torneo profesional colombiano haciendo uso de su derecho a participar merced a contar con reconocimiento deportivo de Coldeportes y la Dimayor.
Para la primera edición de la Liga Femenina, Unión Magdalena conformó el grupo A con Envigado, Bucaramanga, Real Cartagena, Real Santander y Alianza Petrolera. El equipo debutó profesionalmente el 20 de febrero de 2017, ganándole 0-1 a Real Santander con gol de la venezolana Cinthia Zarabia. Finalizada la fase de grupos, Unión Magdalena terminó en la cuarta posición con 16 puntos, producto de 5 victorias, 1 empate y 4 derrotas, lo cual no le alcanzó para clasificarse a cuartos de final.

## Datos del club
- Temporadas en 1ª: 1 (2017)
- Mejor posición en 1ª: 10.ª (2017)
- Primer partido oficial: Real Santander 0-1 Unión Magdalena.
- Mayor goleada a favor en un partido de Liga Femenina: Alianza Petrolera 2-5 Unión Magdalena, 1 de mayo de 2017
- Mayor goleada en contra en un partido de Liga Femenina: Real Cartagena 4-1 Unión Magdalena, 9 de abril de 2017
- Jugadora con más goles en un mismo torneo de Liga Femenina: Cinthia Zarabia con 7 goles, Liga Femenina 2017
- Jugadora con más goles en un mismo partido de Liga Femenina: Cinthia Zarabia con 2 goles (Unión Magdalena 2-1 Bucaramanga, Liga Femenina 2017) y Andrea Pérez con 2 goles (Alianza Petrolera 2-5 Unión Magdalena, Liga Femenina 2017)

## Jugadoras

### Goleadoras históricas
*Máximos anotadores del club
| Máximos Anotadores                       | Máximos Anotadores | Máximos Anotadores | Máximos Anotadores |
| Jugadora                                 | Goles              |                    |                    |
| ---------------------------------------- | ------------------ | ------------------ | ------------------ |
| Cinthia Zarabia                          | 7                  |                    |                    |
| Andrea Pérez                             | 2                  |                    |                    |
| Jesica Hernández                         | 1                  |                    |                    |
| Sayi Fontalvo                            | 1                  |                    |                    |
| Catalina Bustos                          | 1                  |                    |                    |
| Última Actualización: 4 de enero de 2018 |                    |                    |                    |

## Palmarés

### Torneos nacionales oficiales
| Competición Nacional | Títulos | Subtítulos |
| -------------------- | ------- | ---------- |
| Liga colombiana      | -       | -          |